# Forte de São João de Mamora

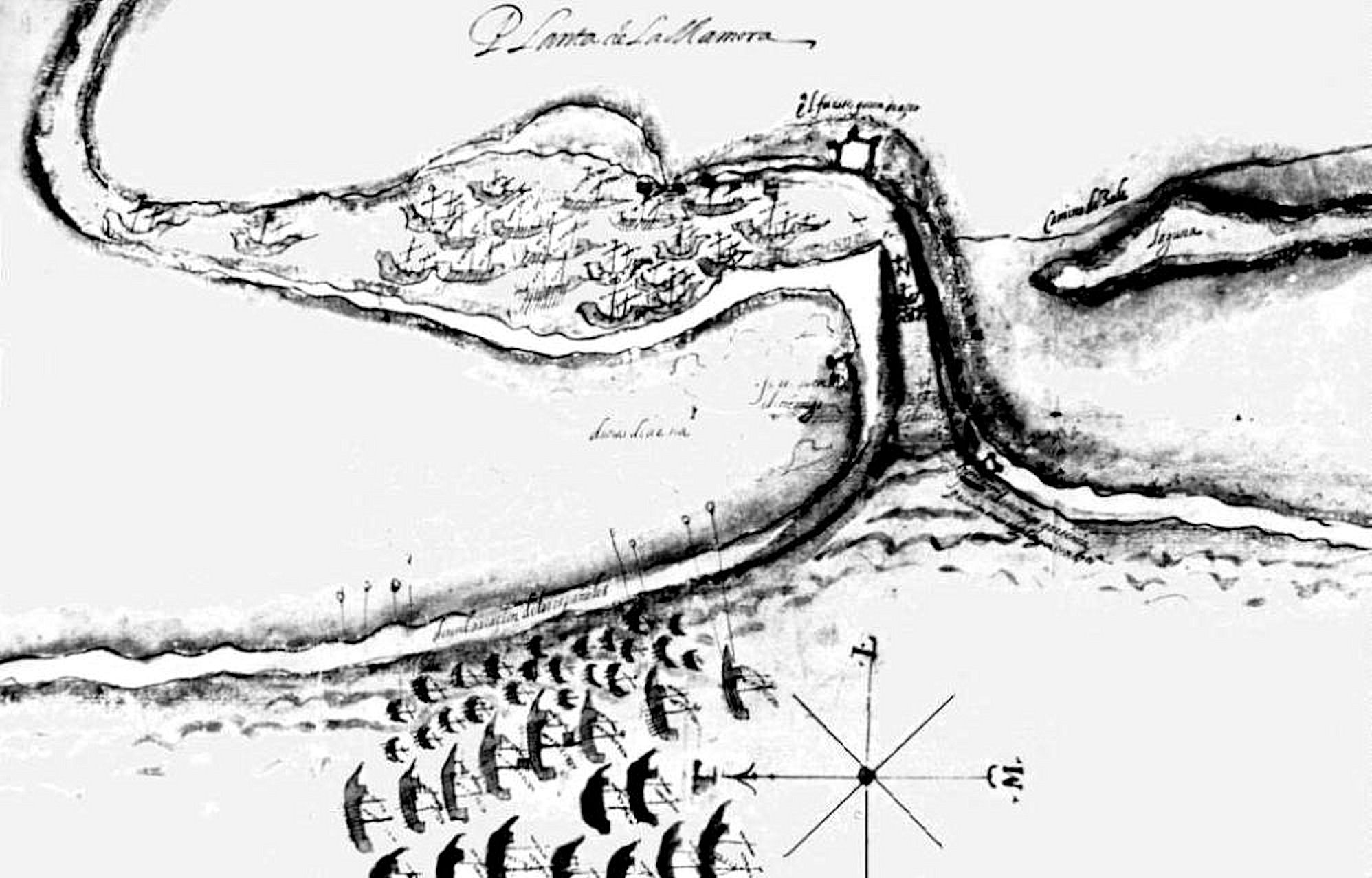
"Planta de La Mamora" (desenho espanhol de 1621).

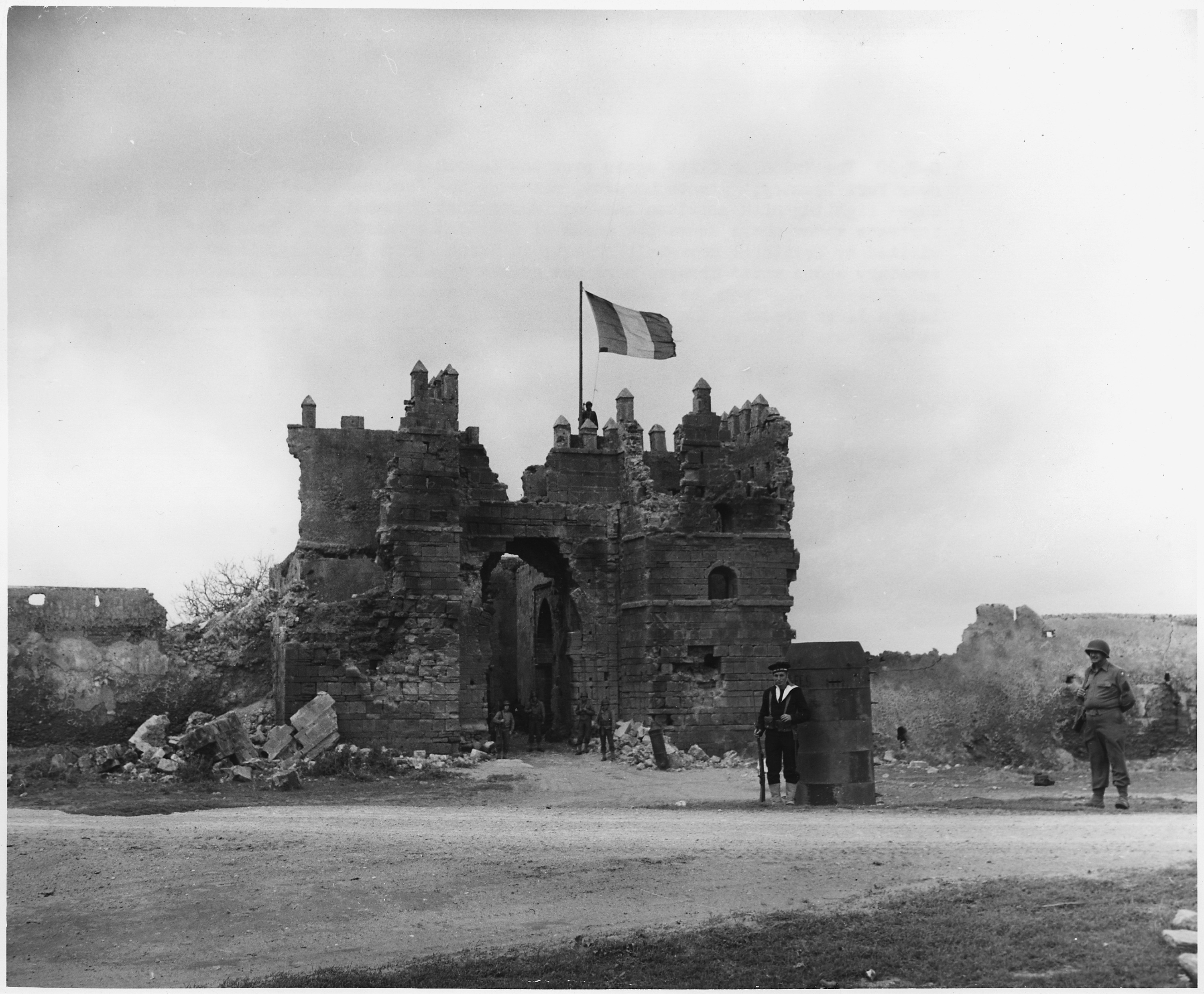
Fotografia de c. 1942-1944 da casbá de Mehdia. O título apresenta a casbá como "antiga fortaleza portuguesa".

O Forte de São João de Mamora foi um projeto da Coroa portuguesa para a defesa do ancoradouro e povoação de al-Mamura - atual Mehdia ou Mehdya (em árabe: المهدية; romaniz.: El-Mehdiya) -, na foz do rio Cebu, no litoral do Marrocos.
Apesar do local ter sido conquistado e controlado pelos portugueses durante algumas semanas em 1515, o forte não chegou a ser construído. A fortaleza atualmente existente, embora por vezes seja apresentada como "portuguesa", foi erigida pelos espanhóis no início do século XVII, sob a invocação de San Felipe.

## História
Esta fortificação foi concebida no reinado de Manuel I de Portugal (1495-1521), após a conquista de Azamor (1513), no auge da expansão portuguesa na região do Marrocos, quando o Governador da Praça-forte de Safim, D. Nuno de Ataíde, identificou uma rota de comércio para Marraquexe.
Em 1514, o rei ordenou a Estêvão Rodrigues Bério e a João Rodrigues que procedessem a um reconhecimento da barra do rio Cebu, tomando medidas do seu fundo, da amplitude da maré, da quantidade de navios que ali poderiam entrar, das características da terra em ambas as margens, da existência de madeira e pedras para construção, das condições de uma pequena ilha ali existente, tudo com fins estratégicos.
De posse das informações, um plano foi concebido e, em 13 de junho de 1515 uma forte armada (200 embarcações e 8 000 homens), sob o comando de D. António de Noronha, deixou o rio Tejo. Ancorou na foz do Cebu em 24 de junho, dia de São João, desembarcando e ocupando a povoação sem resistência. À margem do rio, abaixo de um pequeno outeiro que lhe era padrasto, iniciaram uma fortificação de campanha, em faxina e terra, com a função de dar proteção à construção de outra mais sólida, em alvenaria de pedra. Esse local, adequado à proteção do ancoradouro, não previa um ataque pelo lado de terra, o que se revelaria desastroso quando do ataque desfechado pelos muçulmanos no início de Agosto, que impôs uma pesada derrota aos portugueses. Ao ser dada a ordem para a retirada (10 de agosto), os defensores fizeram-no em debandada, com a perda de mais da metade dos homens, de grande quantidade de artilharia e de cerca de cem navios, afundados ou encalhados na barra. Diante da retirada das tropas portuguesas, o projeto não chegou a ser executado.
Ao final do século XVI, o local tornou-se um reduto de piratas, sob a liderança do inglês Henry Mainwaring, que atuou naquela região do Atlântico. A situação apenas foi controlada após a conquista espanhola de Larache, ao norte, em 1610, com a ocupação de al-Mamura em agosto de 1614, a partir de quando foi rebatizada como San Miguel de Ultramar.
Conforme se depreende da gravura "Planta de La Mamora", datada de 1621, a povoação encontrava-se envolvida por uma muralha de planta pentagonal, amparada por baluartes nos vértices (dois pelo lado do rio e três pelo lado de terra).